# 유전환
환론에서, 유전환(遺傳環, 영어: hereditary ring)은 사영 가군의 부분 가군이 역시 사영 가군인 환이다.

## 정의
환 {\displaystyle R}에 대하여 다음 조건들이 서로 동치이며, 이를 만족시키는 환을 왼쪽 유전환(-遺傳環, 영어: left hereditary ring)이라고 한다.
- 사영 왼쪽 가군의 부분 가군은 사영 가군이다.
- 모든 왼쪽 아이디얼이 사영 왼쪽 가군이다.
- {\displaystyle R}의 왼쪽 가군 범주 {\displaystyle _{R}\operatorname {Mod} }의 대역 차원은 1 이하이다. 즉, 모든 왼쪽 가군의 사영 분해의 길이는 1 이하이다.

환 {\displaystyle R}에 대하여 다음 조건들이 서로 동치이며, 이를 만족시키는 환을 왼쪽 반유전환(-半遺傳環, 영어: left semihereditary ring)이라고 한다.
- 유한 생성 사영 왼쪽 가군의 부분 가군은 사영 왼쪽 가군이다.
- 모든 유한 생성 왼쪽 아이디얼이 사영 왼쪽 가군이다.

마찬가지로 오른쪽 유전환(-遺傳環, 영어: right hereditary ring)과 오른쪽 반유전환(-半遺傳環영어: right semihereditary ring)을 정의할 수 있다.
물론, 가환환의 경우 왼쪽·오른쪽을 구별할 필요가 없다.

## 성질
반단순환은 항상 왼쪽 유전환이자 오른쪽 유전환이다.
정역의 경우, 유전환인 것은 데데킨트 정역인 것과 동치이며, 반유전환인 것은 프뤼퍼 정역인 것과 동치이다.

## 예
삼각환
{\displaystyle {\begin{pmatrix}\mathbb {Q} &\mathbb {Q} \\0&\mathbb {Z} \end{pmatrix}}}
은 왼쪽 유전환이지만 오른쪽 유전환이 아니다.

## 참고 문헌
1. ↑  Small, Lance W. (1965년 10월). “An example in Noetherian rings”. 《Proceedings of the National Academy of Sciences of the United States of America》 (영어) 54 (4): 1035–1036. doi:10.1073/pnas.54.4.1035. MR 0188252. PMC 219787.